# Mariä-Empfängnis-Kirche (Gałów)

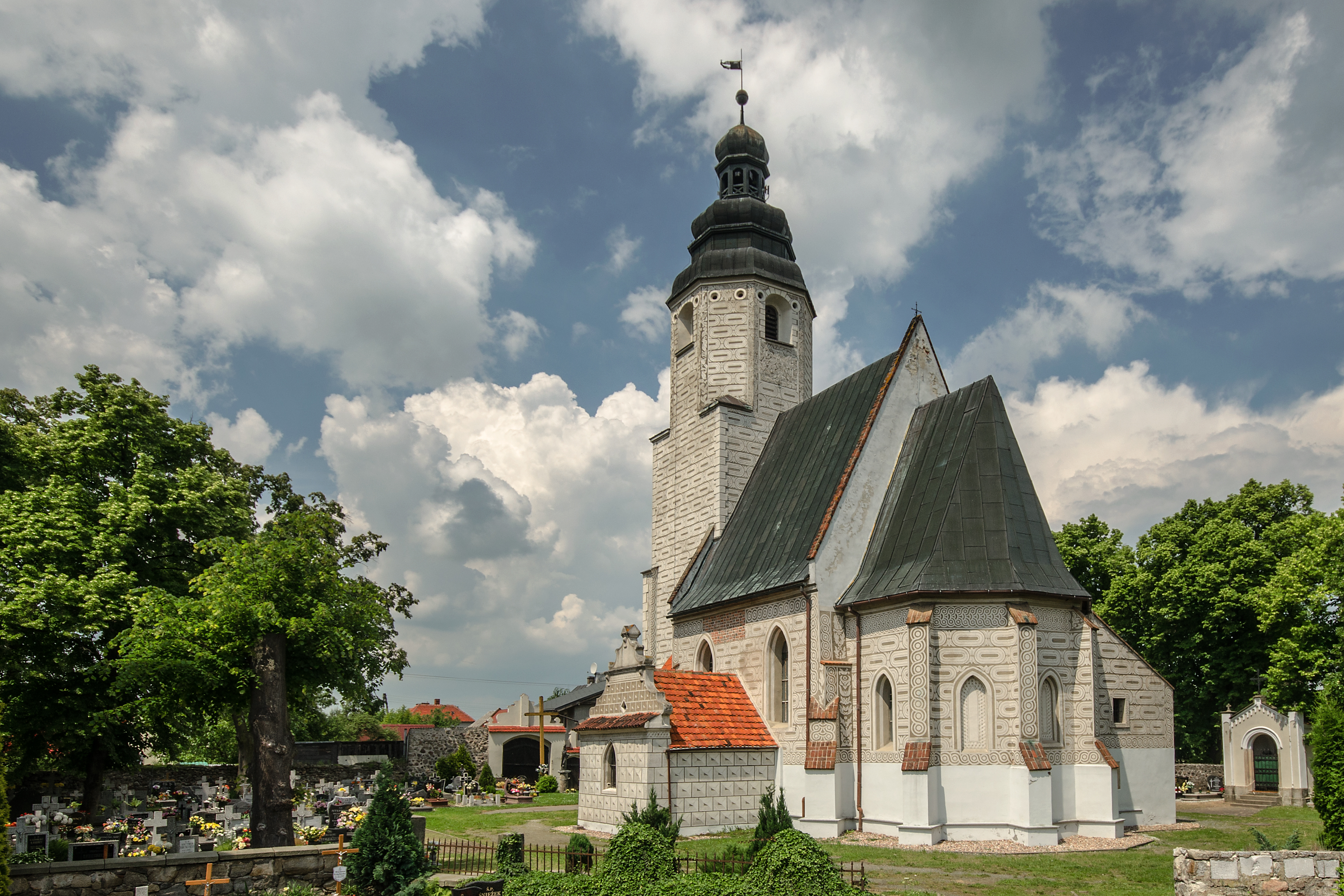
Mariä-Empfängnis-Kirche

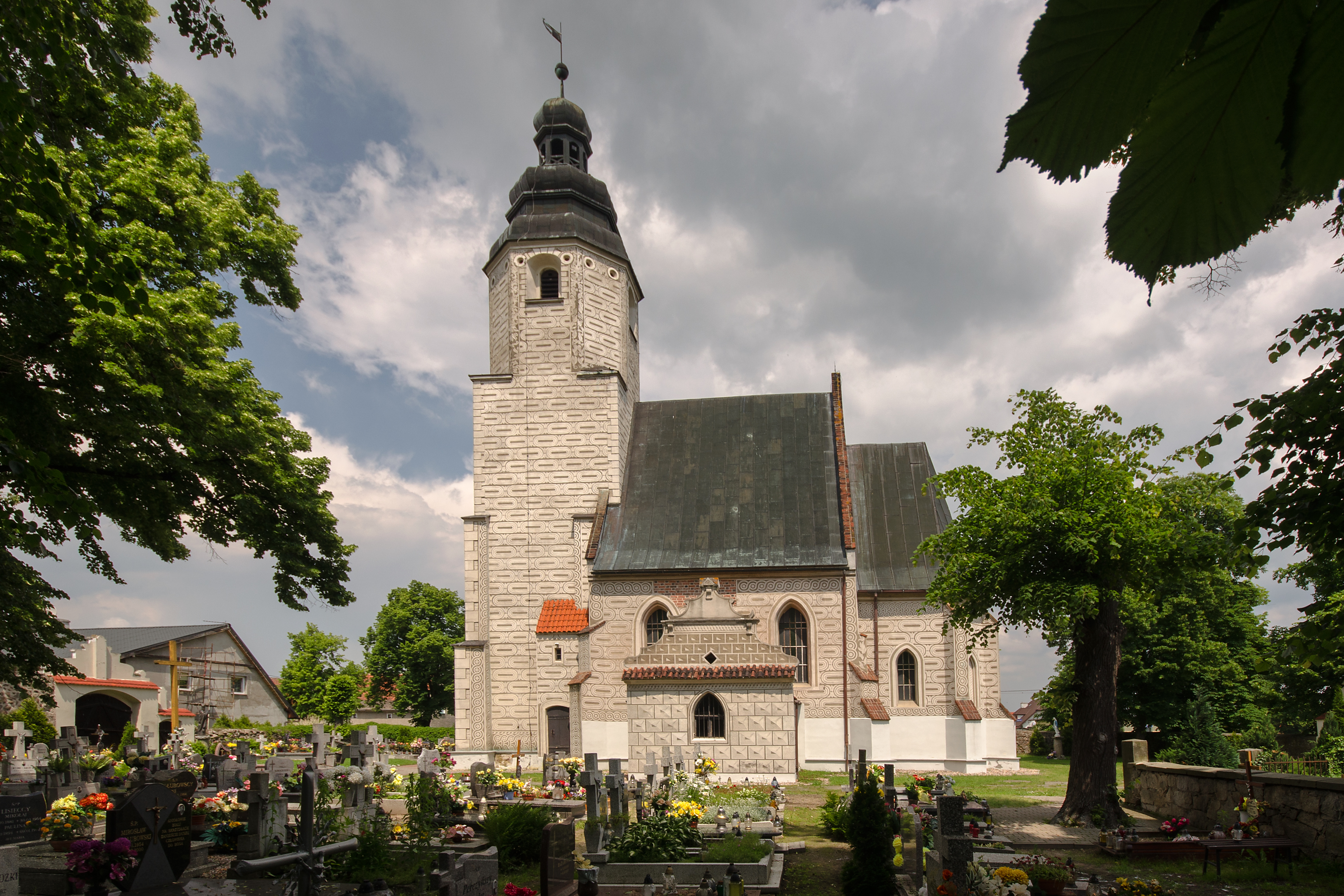
Seitenansicht

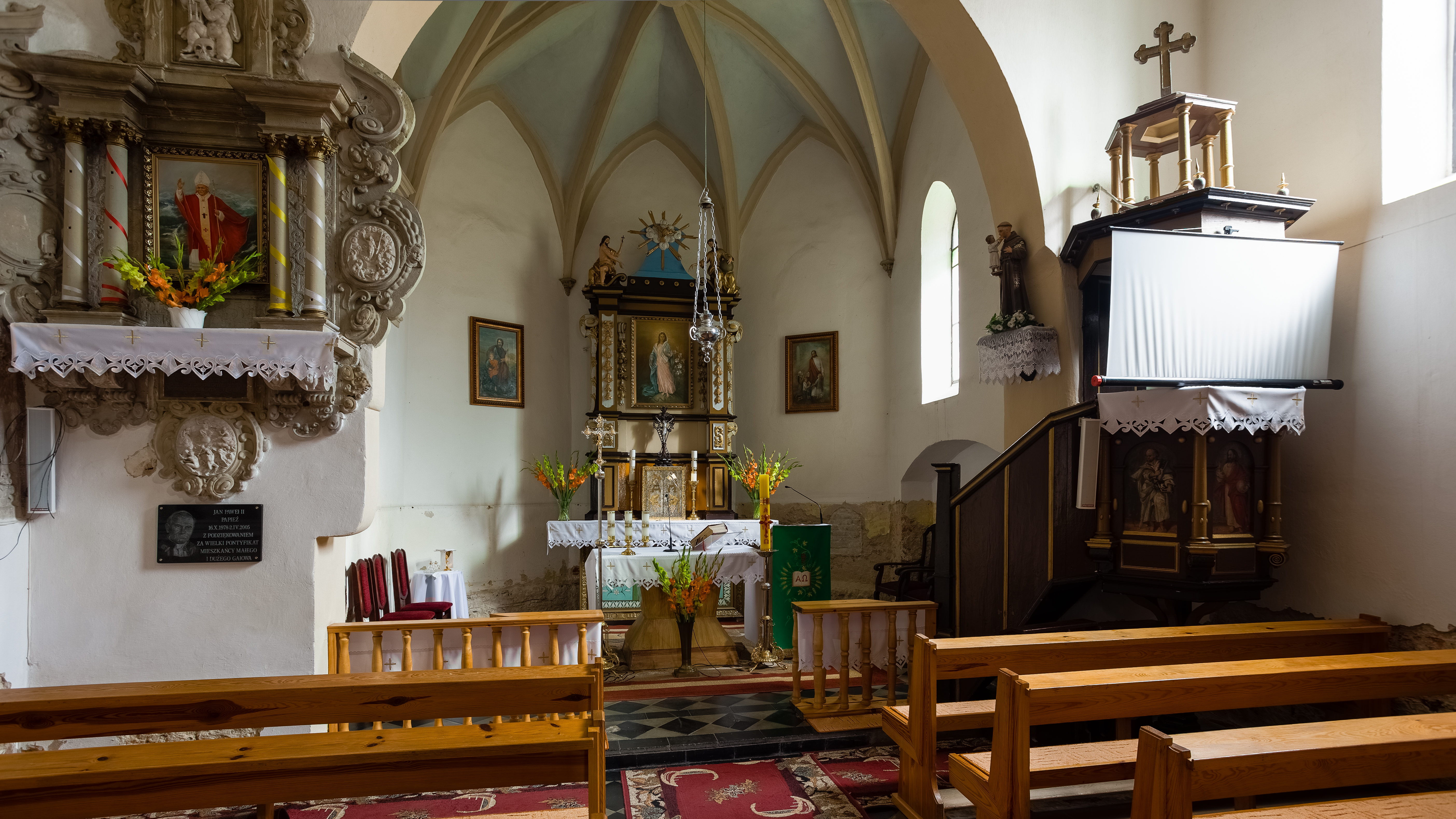
Innenraum

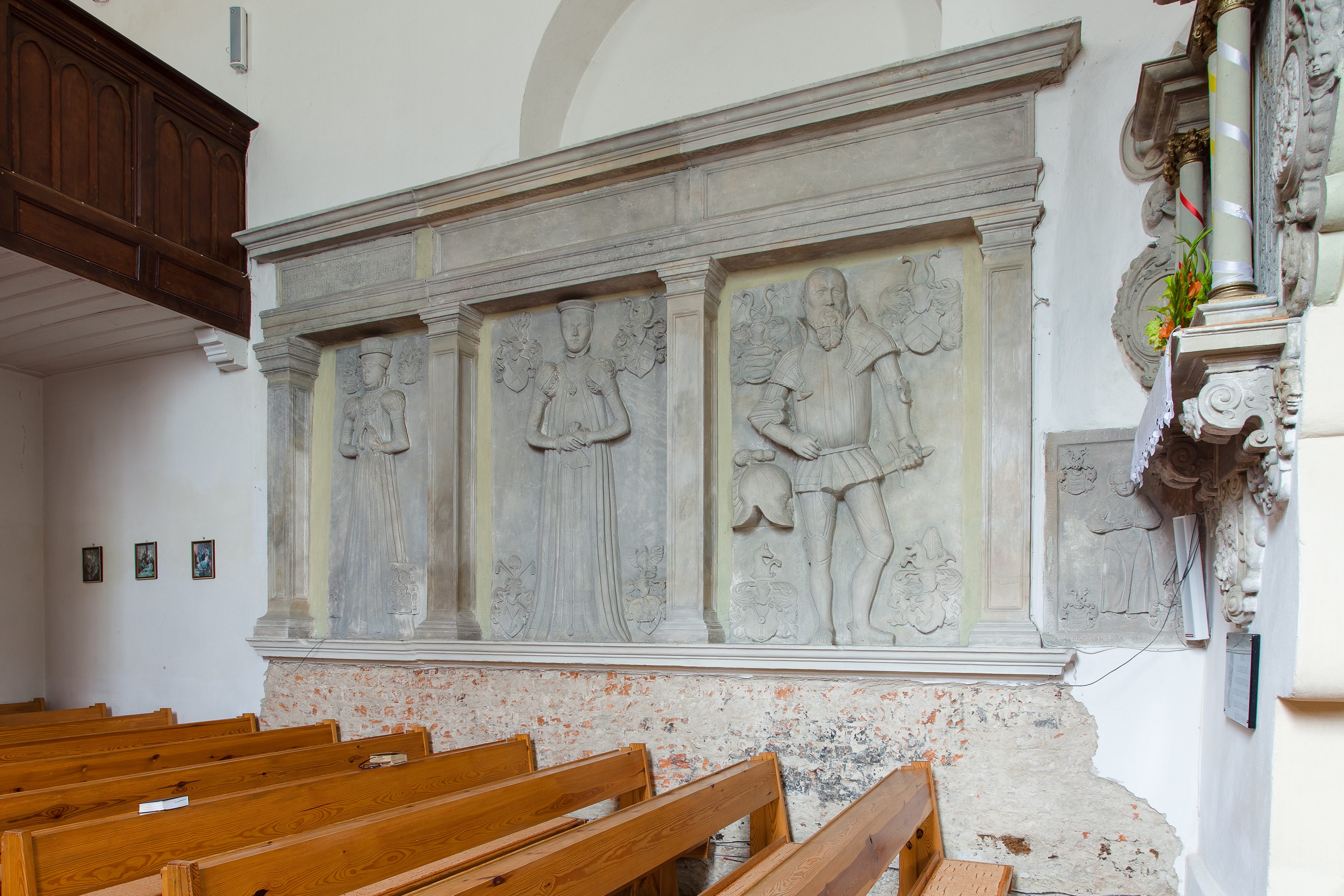
Grabsteine

Die römisch-katholische Filialkirche zur Unbefleckten Empfängnis Mariens in Gałów (deutsch Gohlau), einem Dorf in der Gemeinde Miękinia (Nimkau) im Powiat Średzki in der Woiwodschaft Niederschlesien, wurde Anfang des 16. Jahrhunderts im Stil der Spätgotik errichtet.

## Geschichte
Die Kirche von Gohlau wurde erstmals 1353 erwähnt, als man für den Leutpriester der schon vorhandenen Kirche zwei Pfarrhuben aussetzte. Die heutige Kirche geht auf die Zeit um 1509 zurück. Das Gotteshaus beherbergte früher einen kleinen hölzernen Altarschrein aus dem 15. Jahrhundert, mit den Figuren Mariens, der heiligen Katharina und heiligen Barbara, die auf einstmals drei Schutzpatrone hindeuten könnte. Die Figuren waren bereits Ende des 19. Jahrhunderts nicht mehr vorhanden. Die Grundherren von Seydlitz schlossen sich in der Reformationszeit der lutherischen Lehre an. Hans von Seydlitz führte um 1560 auch in Gohlau den evangelischen Gottesdienst ein. Zunächst war das Gotteshaus mit den Pfarrkirchen in Schalkau und Puschwitz verbunden. 1571 erhielt die Kirche mit Martin Walther ihren ersten eigenen evangelischen Geistlichen. Ein gründlicher Umbau erfolgte gegen Ende des 16. bis Anfang des 17. Jahrhunderts. Um 1600 stiftete Hans von Seyslitz eine neue Glocke und 1609 eine neue Kanzel. Nach der 1654 vom königlichen Oberamt befohlenen Rekatholisierung musste der letzte lutherische Pastor Tobias Schröer ins Exil gehen. Die deutschen, mehrheitlich evangelischen Einwohner waren darauf bis 1945 zur evangelischen Pfarrkirche in Leuthen gepfarrt. 1721 ließ der Grund- und Patronatsherr Sigismund Ferdinand von Seidlitz die Kirche erneuern. Zur katholischen Pfarrei Gohlau waren früher gepfarrt: Groß- und Klein-Gohlau, Kolline und Sagschütz. Ein Brand von 1905 zerstörte die Kirche teilweise. Darauf erfolgte der Wiederaufbau. Die Kirche war bereits im 19. Jahrhundert Adjunkt der Pfarrkirche St. Joseph in Leuthen und bis heute eine Filialkirche dieser Pfarrei. Die letzte Sanierung fand 2005 statt.

## Architektur
Der einjochige und dreiseitig geschlossene Chor besitzt ein Kreuzgewölbe mit Strebepfeilern. Die Nordwand ist fensterlos. Der quadratische Turm wird von einem Achteck mit barocker Haube gekrönt. Das Vorzeichen schließt mit einem Renaissancegiebel ab. Zur Ausstattung zählen ein Altar, eine Kanzel, ein Renaissance-Sandstein-Epitaph und eine Empore. An den Wänden befinden sich fünf Grabsteine für vier Erwachsene und ein Kind, um 1600. Drei Grabsteine sind für Angehörige der Familie von Seydlitz. 

## Bestattungen
In den Kirchengrüften wurden u. a. bestattet:
- Martinus Walther, Pfarrer (* Neisse; † 10. Oktober 1584)
- Christoph von Seydlitz und Schmellwitz auf Gohlau († 1594)
- Michael Cornerus, Pfarrer (* Geising; † 13. Juni 1599)
- Maria von Seydlitz, geb. von Zetritz († 15. April 1608)
- Georg Schröer, Pfarrer (* Lemberg; † 22. Juli 1609)
- Hans, Sohn von Hans von Seydlitz († 1612)
- Christoph, Sohn von Hans von Seydlitz († 1618)
- Anna Maria von Niebelschietz geb. von Seydlitz († 1626)

## Geläut
Im Kirchturm hing eine 90 cm große von Steffen Getz um 1600 gegossene Glocke. Sie trug die Inschrift: „MICH HAT ERZEVGET HANS SEIDLITZ O KENIG DER EHREN KOM MIT FREVDEN“.